# Китайцы в Италии

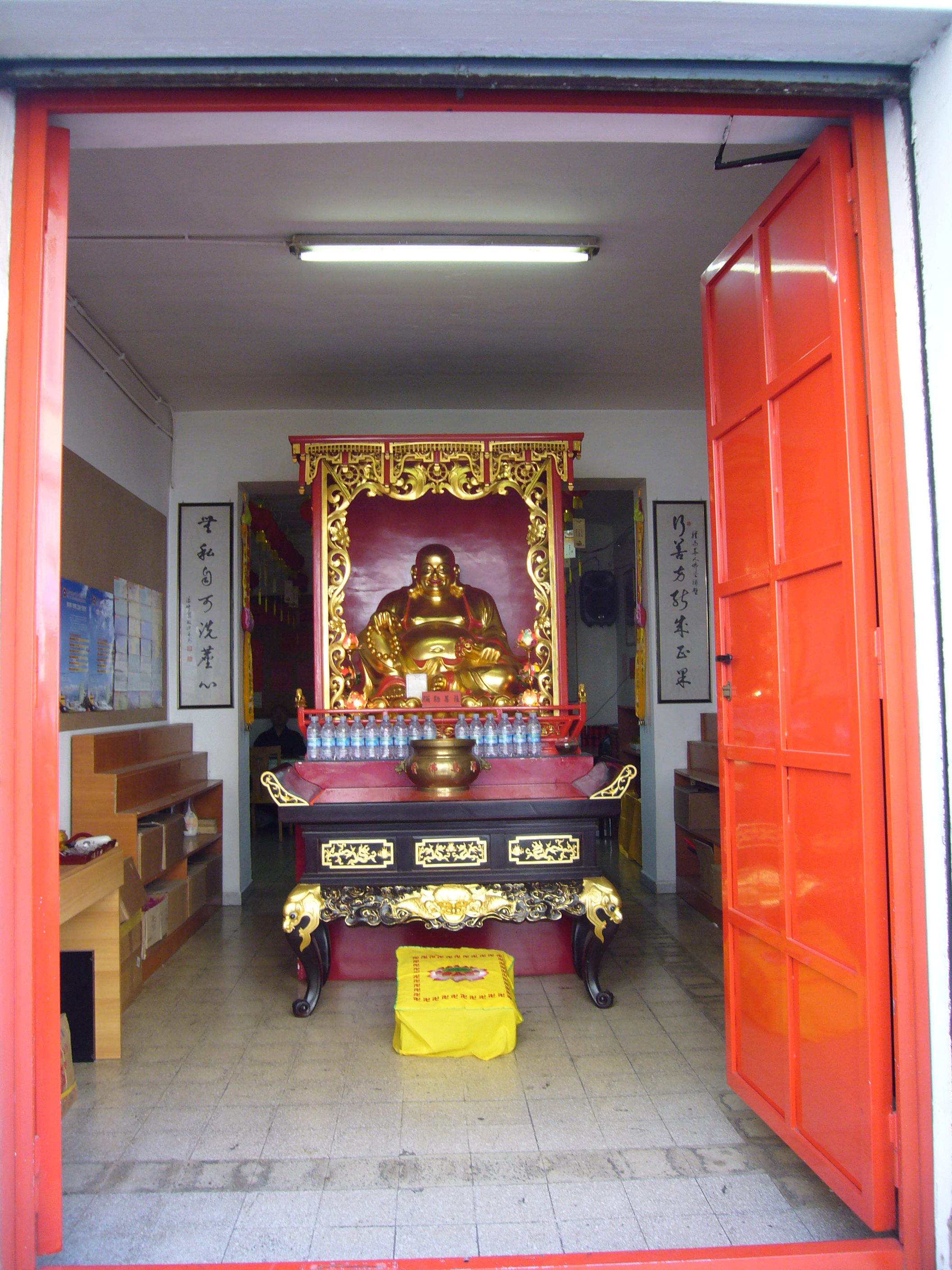
Китайский буддийский храм Путошань в Риме.

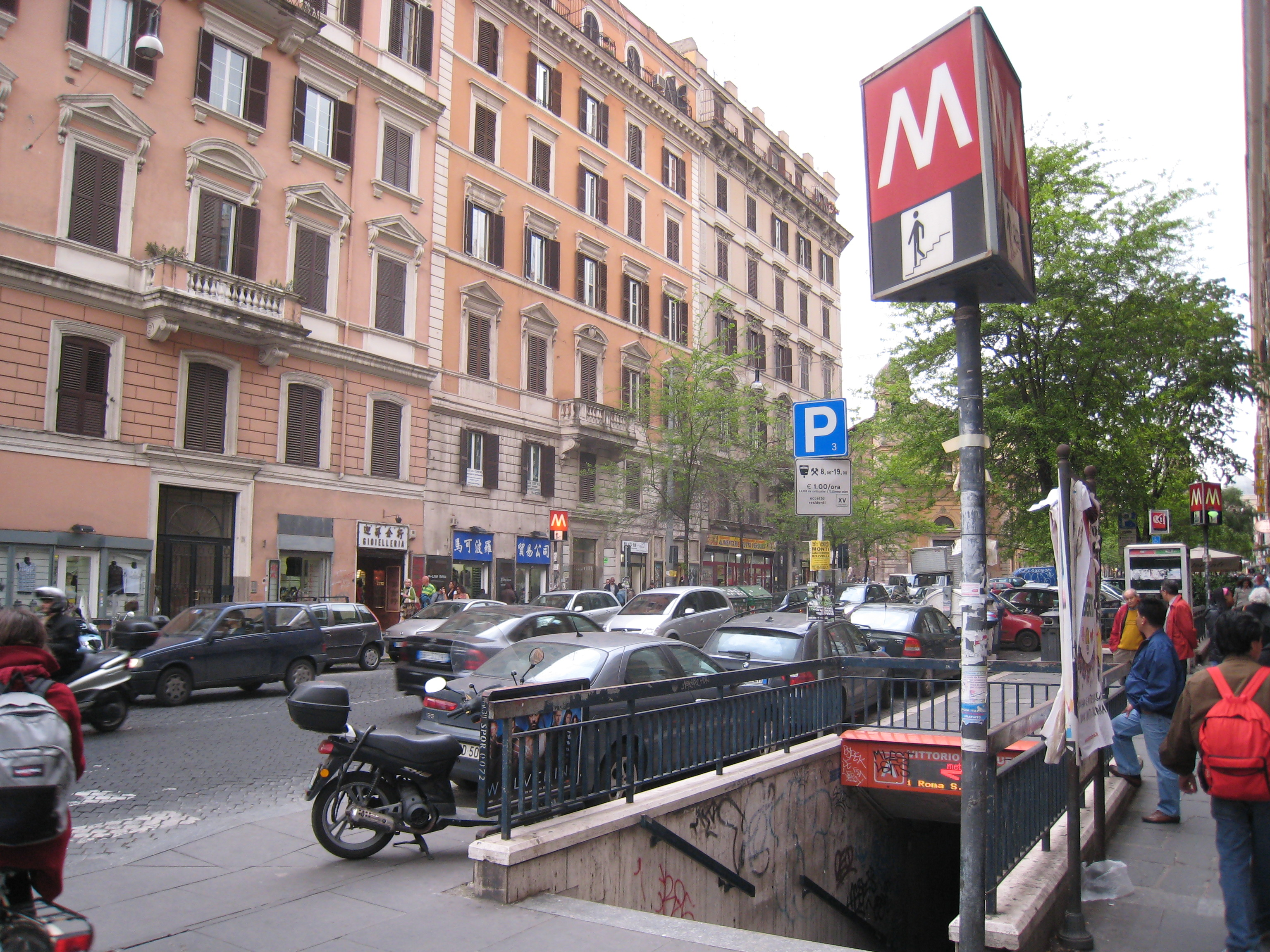
Римский Чайнатаун. Главные центры китайской диаспоры в Италии — Рим, Милан и Прато.

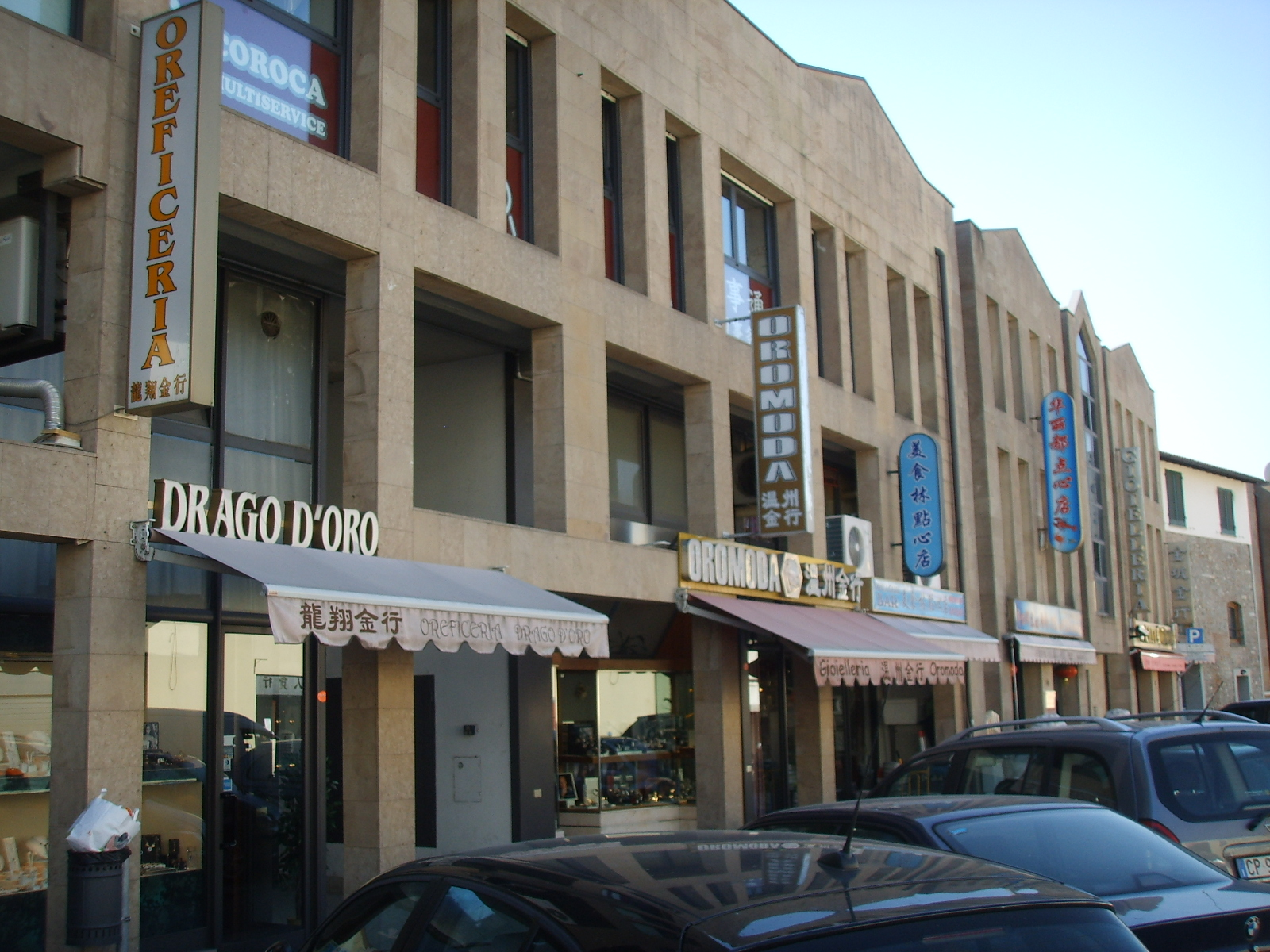
Чайнатаун в Прато.

Китайцы в Италии — быстро растущая диаспора. По переписи 2006 года, они составляли 144 885 человек, причём данная цифра отражает только легальную иммиграцию, не включая нелегальных иммигрантов, китайцев — граждан Италии и тех, кто родился в Италии.
В отличие от Великобритании и Нидерландов, где статистически значимые количества китайцев заняты исключительно ресторанной деятельностью, значительная часть китайцев в Италии занимается также пошивом одежды и аксессуаров.
Детальное исследование 2010 года, проведённое в Турине (где китайская диаспора составляет более 4 000 человек), обнаружило, что 90 % китайцев здесь — выходцы из Чжэцзяна, в религиозном отношении 59,3 % нерелигиозны, 31,6 % буддисты, 8 % христиане.